# Araneus baul
Araneus baul Levi, 1991 è un ragno appartenente alla famiglia Araneidae.

## Distribuzione
L'olotipo femminile è stato rinvenuto in una località del Messico: 21 km ad ovest di Rizo de Oro, nella zona a sudest di Cerro Baúl nello stato di Oaxaca, al confine con lo stato del Chiapas.

## Tassonomia
Non sono stati esaminati esemplari di questa specie dal 1991
Attualmente, a dicembre 2013, non sono note sottospecie